# Sherraine Schalm

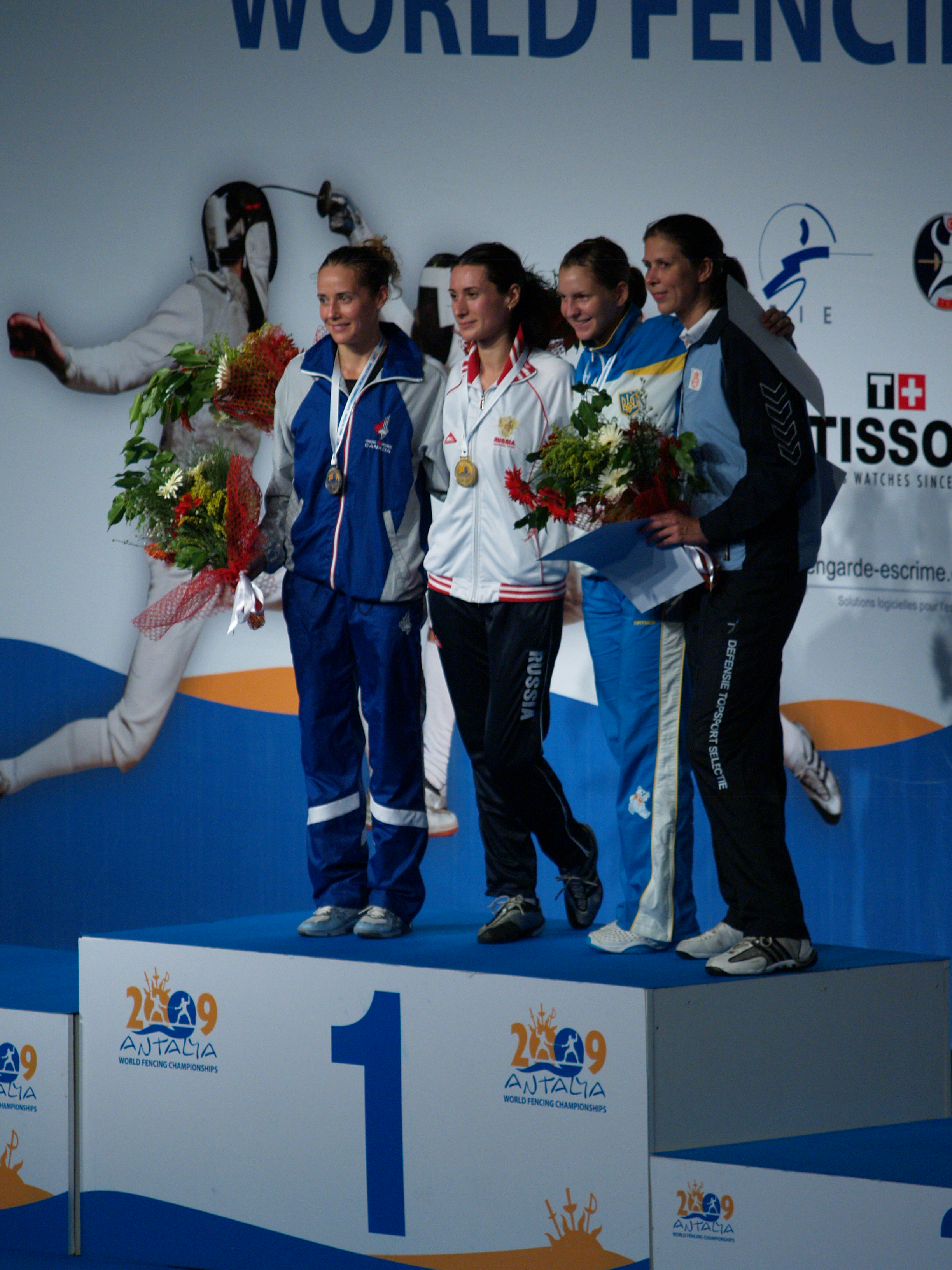
Sherraine Schalm (links) bei den Fechtweltmeisterschaften 2009

Sherraine Schalm (* 21. Juni 1975 in Brooks, Alberta) ist eine ehemalige kanadische Degenfechterin.

## Leben
Schalm war seit den Panamerikanischen Spielen 1995 in Mar del Plata bis zu ihrem Rücktritt 2012 Mitglied des kanadischen Degenteams.
Schalm war mit dem ungarischen Musiker Geordie MacKay verheiratet und lebt nach ihrem Rücktritt mit ihrem Mann Matteo Ortolina und ihrer Tochter in Italien.

## Erfolge
2000 nahm sie das erste Mal an den Olympischen Spielen teil und belegte mit der Florett-Mannschaft den neunten Platz. 2004 in Athen unterlag sie im Degen-Einzel in der Runde der letzten 32 der Griechin Jeanne Hristou, mit der Mannschaft belegte sie den vierten Platz.
Sie wurde 2005 bei der Weltmeisterschaft in Leipzig Dritte in der Einzelkonkurrenz.
2008 wurde sie in Querétaro Einzel-Pan-Amerika-Meisterin. Bei den Olympischen Spielen 2008 in Peking verlor sie 13:15 gegen ihre Trainingspartnerin Ildikó Mincza-Nébald und belegte den neunten Platz.
2009 gewann Schalm bei den Weltmeisterschaften in Antalya Silber im Degen-Einzel.
Bei den Olympischen Spielen 2012 in London belegte sie den 24. Platz.

## Bibliografie
- Sherraine MacKay: Running with Swords: The Adventures and Misadventures of an Irrepressible Canadian Fencing Champion. Fitzhenry & Whiteside, 2005, ISBN 1-55041-982-X, S. 219.